# Motore a molla
Il motore a molla è una tipologia motoristica detta "a energia potenziale" studiata e sviluppata fin dal XV secolo (Leonardo da Vinci). La macchina in questione sfrutta una energia "accumulata" convertendola in altra forma di energia sfruttabile dall'utenza finale del motore.
Altri esempi di motori ad energia potenziale sono:
- il motore "a peso" (che sfrutta l'energia accumulata in una massa spostata verso l'alto che agisce su un tirante durante la sua ricaduta verso il basso) tipico degli orologi a cucù;
- il motore a "inerzia" (detto anche volano: quando posto in rotazione da una forza continua a ruotare per un tempo determinato dalla inerzia che riesce ad accumulare).
- il motore a "trasferimento" (che sfrutta l'energia di un motore elettrico e il peso dei pistoni per mettere in rotazione un albero)

Nel motore a molla l'organo deputato all'accumulo di energia è, appunto, una molla. Tale organo può essere di diverse forme (si pensi alla differenza tra la molla a spirale del motore di un orologio a carica manuale e la molla elicoidale presente in una normalissima penna a scatto) e di diversi materiali (metallo, gomma - elastico, come nei vecchi aeroplanini ai quali si caricava l'elica a mano, corda - come nelle pistole a balestra, ecc).